# Karl von Wuthenau

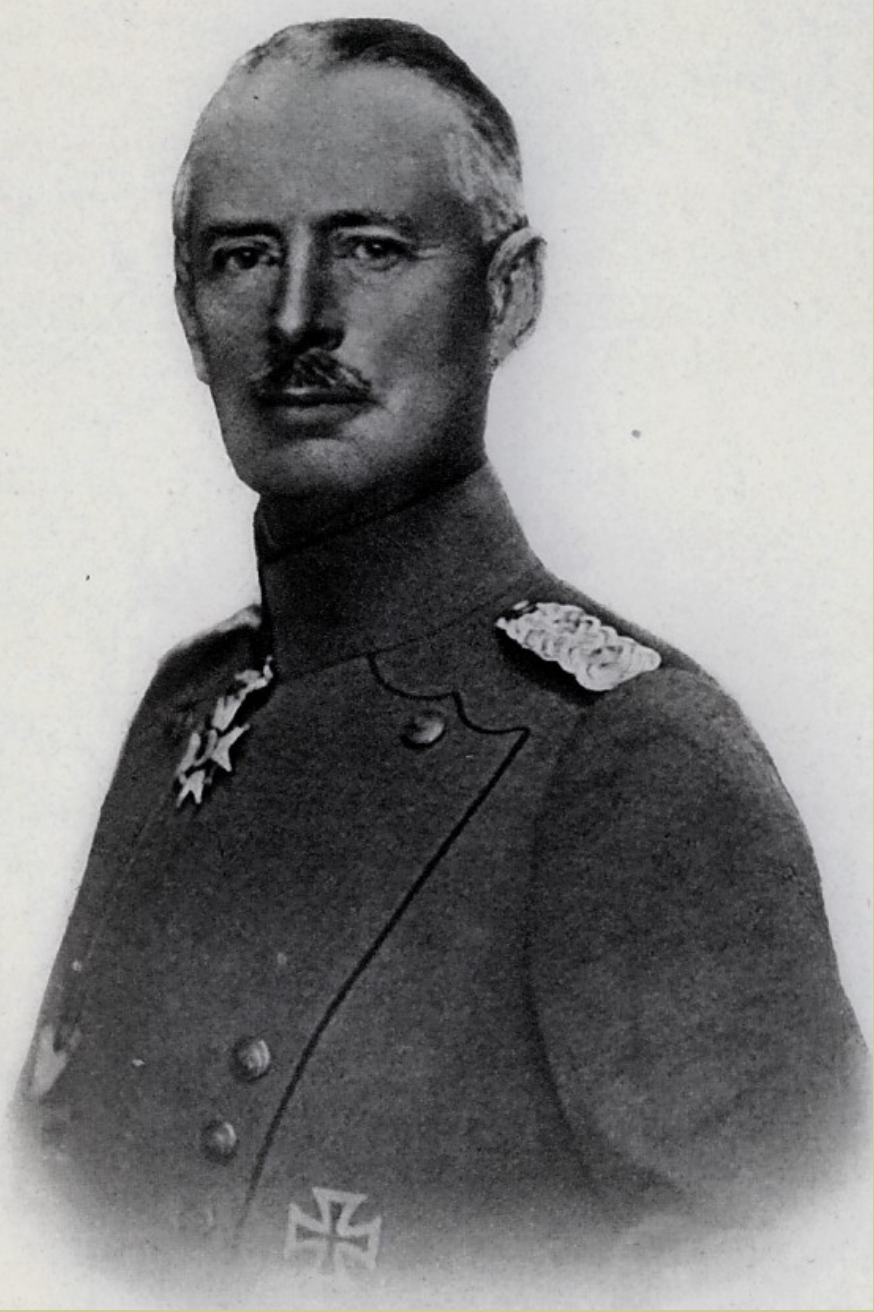
Karl von Wuthenau

Karl (Carl) Adam Ludwig Johann Traugott Graf von Wuthenau-Hohenthurm (* 26. Juni 1863 in Dresden; † 13. November 1946 in Halle (Saale)) war ein deutscher Generalleutnant und Gutsbesitzer.

## Leben

### Herkunft
Karl entstammt dem alten märkischen Adelsgeschlecht Wuthenau. Er war der Sohn des sächsischen Majors a. D. und Kammerherrn Maximilian von Wuthenau (1834–1912) und dessen Ehefrau Pauline, geborene Gräfin von Württemberg (1836–1911). Sein Vater war am 18. Oktober 1911 in den preußischen Grafenstand als Graf von Wuthenau-Hohenthurm erhoben worden.

### Militärkarriere
Nach dem Besuch des Vitzthum-Gymnasiums Dresden studierte er an der Rheinischen Friedrich-Wilhelms-Universität Bonn Rechtswissenschaften. 1884 wurde er Mitglied des Corps Borussia Bonn.
Nach dem Studium schlug er eine Offizierslaufbahn in der Preußischen Armee ein. Zunächst diente er 1885/90 im 1. Garde-Dragoner-Regiment in Berlin und dann bis 1892 in der 2. Eskadron des Thüringischen Husaren-Regiments Nr. 12 in Weißenfels. Anschließend trat Wuthenau in sächsische Dienste über und wurde mit Patent vom 12. November 1885 im Garde-Reiter-Regiment (1. Schweres Regiment) angestellt. Er stieg zum Rittmeister und Chef der 1. Eskadron im 3. Ulanen-Regiment Nr. 21 „Kaiser Wilhelm II., König von Preußen“ in Chemnitz auf, wurde am 22. Mai 1908 zum Major befördert und im Herbst 1912 mit der Führung des 2. Ulanen-Regiments Nr. 18 beauftragt. Mit seiner Beförderung zum Oberstleutnant am 8. Dezember 1913 wurde er zum Kommandeur dieses Regiments ernannt. Am 15. Januar 1914 wurde Wuthenau zur Disposition gestellt.
Mit Ausbruch des Ersten Weltkriegs wieder verwendet, erhielt Wuthenau als Oberst das Kommando über das Reserve-Infanterie-Regiment Nr. 107. Mit diesem Regiment nahm er an den Kämpfen an der Westfront teil und konnte sich während der Schlacht an der Somme vom 14. bis 30. Juli 1916 am Delvillewald und bei Guillemont westlich von Combles durch persönliche Tapferkeit auszeichnen. Dafür wurde er am 28. August 1916 mit dem Ritterkreuz des Militär-St.-Heinrichs-Ordens beliehen. Am 4. Mai 1917 wurde Wuthenau zum Kommandeur der an der Ostfront stehenden 48. Reserve-Infanterie-Brigade ernannt. Mit ihr lag er zunächst in Stellungskämpfen zwischen Narajowka und Zlota Lipa. Bei Brzezany konnten russische Truppen während der Kerenski-Offensive ab 1. Juli 1917 nach zweitägiger Artillerievorbereitung die Gräben der ersten Stellung in der Linie Dzikie Lany und der Lysonia-Höhe einnehmen. Den von Wuthenau geführten Truppen gelang es in hartnäckigen Kämpfen bis 7. Juli 1917, das verlorene Terrain zurückzuerobern. Für diese Leistung wurde er am 10. August 1917 mit dem Komtur II. Klasse des Militär-St.-Heinrichs-Ordens ausgezeichnet. Ende Oktober 1917 verlegte Wuthenau mit seiner Brigade in den Westen nach Flandern, kämpfte in der Schlacht von Cambrai und nahm im März/April 1918 an der Deutschen Frühjahresoffensive teil. In den folgenden Monaten stand er mit seinem Großverband in permanenten Abwehrkämpfen, führte nach dem Waffenstillstand die Reste seine Brigade in die Heimat zurück und wurde schließlich im Dezember 1918 als Generalmajor verabschiedet.
Nach 1926 wurde ihm der Charakter als Generalleutnant verliehen.

### Familie
Wuthenau war Fideikommissherr auf Hohenthurm bei Halle (Saale) und Mitglied im Deutschen Herrenklub. Er heiratete am 27. September 1893 seine erste Frau Marie Antoinette Gräfin Chotek von Chotkowa und Wognin (1874–1930). Deren Schwester war die in Sarajewo zusammen mit ihrem Ehemann Franz Ferdinand von Österreich-Este ermordete Sophie Chotek von Chotkowa. Am 18. Februar 1937 heiratete er in zweiter Ehe die bürgerliche Dorothea Wolff (1899–1983).
Kinder aus der ersten Ehe:
- Wilhelmine Pauline Sidonie Marie Julitta (* 30. Juli 1895, Dresden; † 10. Dezember 1981 Stuttgart, Baden-Württemberg) ⚭ 1919 Friedrich Graf von Hoyos
- Carl Adam Bohuslaw Maximilian Leopold Maria (* 15. November 1896, Dresden; † 10. Dezember 1972, Ravensburg, Tübingen) ⚭ 1922 Marie Gräfin von Waldburg zu Wolfegg und Waldsee (* 1902)
- Friedrich Carl (* 19. Oktober 1897, Dresden-Neustadt; † 4. Januar 1983, Würzburg)

⚭ 1918 Anna Gräfin von Nostitz-Rieneck (1905–1934)
⚭ 1936 Franziska Ziegler (* 1909)
- Alexander Raymond Severin Jaroslaw Marie (1900–1994) ⚭ 1935 Rachelle von Catinelli, Edle von Obradich-Bevilacqua (* 1900)
- Franz Ferdinand Joachim Maria (* 18. August 1901, Cossebaude, Dresden; † 3. April 1966, San Isidro, Argentinien), verehelicht seit 27. August 1930 (Dresden) mit Elinor Bromberg (* 27. Juni 1911  São Paulo, São Paulo, Brasilien; † 16. Feb. 2005,  Punta Chica, San Isidro, Argentinien).
- Marie Immaculata Caroline (* 28. Januar 1909) ⚭ 1932 Johann Baron von Plessen